# 戸部洋子
戸部 洋子（とべ ようこ、 1981年2月25日 - ）は、フジテレビの元エグゼクティブアナウンサー。

## 来歴
立教大学経済学部卒業。1999年のミス立教大学に選ばれ、2000年にはTBSラジオ「キャンパスネット24」のパーソナリティも担当。同年大島渚監督が審査員を務める「海のプリンセス」に選ばれ、2001年にはディスカバリーチャンネルにも出演。
2003年フジテレビ入社。愛称は「戸部ちゃん」「とべっち」。同期入社のアナウンサーは石本沙織（2023年3月末日退社）と長野翼（プロ野球選手・内川聖一夫人）と田中大貴（現在:フリー）。
2007年8月より、ブログ「ちゅらちゅら日記〜なんくるないさ〜」がスタート。
2011年10月3日より、同年9月末日まで『めざにゅ〜』メインキャスターを務めた杉崎美香の後任として、月、火曜日担当のメインキャスターを務めることになった。同期の石本沙織同様、『めざにゅ〜』キャスターとして約6年ぶりの復帰となる。
2012年10月22日、一般男性と結婚することを『めざにゅ〜』番組内で自ら発表した。同年11月22日（いい夫婦の日）に婚姻届を提出。挙式・披露宴は、2013年に実施。
2016年9月28日、『ノンストップ!』の番組内で、第1子妊娠を報告。同番組の出演はこの日が最後となり、11月からは産休に入った。2017年2月24日、自身の36歳の誕生日の前日に、第1子女児を出産。
2019年11月9日、第2子妊娠を公表。12月30日、産休入りを報告した。2020年4月3日、第2子男児を出産。
2024年10月、復職した。合わせて「ネットワーク局ネットワーク業務推進部　兼ネットワーク部」に異動した。

## 人物
ひとりっ子である。
趣味
キャンプ、旅行、建築巡り、美術展巡り、道の駅巡り、明治～昭和の古写真を眺める
特技
笑顔、度胸、行動力、すぐなじむ
好きなもの
肉、寿司、カレー、海、山、祭、デパ地下、辛いもの
嫌いなもの
ダイエット、コツコツやること、運動、らっきょう
免許・資格
普通自動車免許、ダイビング（オープンウォーター）

## エピソード
- 小学生の時にはミステリーハンターになりたかった[12]。
- 大学生の頃は様々な飲食店で働いたことがある[12]。ラジオ局の仕事を経験し、次第にこれを仕事にしたいと放送局の採用試験を受ける[12]。採用試験に最後まで残ったのはフジテレビだけだった[11]。
- イベント『お台場冒険王』では探偵として調査したが簡易裁判にかけられる。2004年4月には、高島彩・中野美奈子両アナとコーラスグループ「フジっぱち」を結成、「東京国際コメディフェスティバル」のテーマ曲で歌手デビュー。
- 「飛べ飛べ飛べ飛べ戸部洋子です。」は大学時代からの持ちネタである[11]。インパクトがあれば覚えてもらえると考えて採用試験でも自己紹介で披露して周囲を驚かせた。後に入社できた理由を聞かれた際は「（自身の）キャラクター」と答えている。2006年2月8日放送の『クイズ!ヘキサゴン』のアナウンサー大会に出演した際も、司会の島田紳助にこれと全く同じ質問をされ、本人も同じように答えたため、元上司の山中秀樹から「自分で言うな!」と言われてしまう。なお、この自己紹介コメントはフジテレビの着声でも起用されている。
「飛べ飛べ戸部洋子です。」は、「大学時代にTBSラジオ『キャンパスネット24』を担当していたときに、ラジオで言っていたのをキャッチフレーズにし、フジテレビの入社試験で使った。」と2007年1月26日のフジポッド『つか金フライデー』で話している。その後、MCの塚越孝から新しいキャッチフレーズ「ぶっ飛べ洋子です。」を提案されて、翌週の2月2日の『つか金フライデー』で披露した。
- 2004年7月11日放送の『笑っていいとも!増刊号・生放送総選挙スペシャル』で、薄いピンク色のスーツを着て司会をしていたものの、共演者の青木さやかから「あなた、そのスーツ私と被ってんのよ!!!」と詰め寄られ、更には「ギャグやってみろよ(怒)」とまで言われ退いていた。
- 目で物を訴えるアナウンサーとして有名。2006年3月23日深夜放送の『北野タレント名鑑』最終回に回答者として出演したときのキャッチコピーは「女子アナ界一の眼力美人」。
- 近視のためコンタクトレンズを使用していたが、2008年8月にレーシックを受けた模様。なお、『たけしのコマネチ大学数学科』や『わかってちょーだい!』の「さきどりルックちゃん」コーナー時のみにおいて眼鏡をかけて出演していた[13]。
- 2009年3月に日本放送協会とフジテレビジョンが、NHK教育テレビジョン並びにフジテレビの開局50周年を記念し、互いの若者向け番組の交流を図るプロジェクトを行うことになり、フジテレビ代表として『MANNINGEN』を担当する戸部がNHKの番組（『真剣10代しゃべり場』特番）に出演[14]。
このプロジェクトのプロモーションを兼ねて、2009年1月10日の『土曜スタジオパーク』（NHK総合）に戸部が生出演した。
- 千葉県出身ということもあって千葉マリンスタジアムが思い出の場所であり、2010年にここを本拠地とする千葉ロッテマリーンズが日本シリーズに進出した際には「ロッテがんばれ」というタイトルでその旨とロッテを応援する内容の文章をブログに書き記している[15]。

### 似ていると言われたことがある人物
- 元アイドリング!!!16号・菊地亜美と似ていることをお互いに番組やブログで触れていて、2008年7月19日の「冒険王」特番で共演をし、本人のブログに菊地とツーショット画像が載せられた[16]。
- TBSアナウンサーの出水麻衣にも似ていると言われており、2009年4月30日にライブ会場で偶然出水と初対面を果たし[17]、同年5月29日には食事会が実現した[18]。

## 交友関係
- ミス立教を獲得した同期にミス慶應の中野美奈子（会社では1年先輩だった）、ミス神戸女学院の西村美保がおり、ミスオールキャンパスも揃って出場していて、公私共に仲が良い。
- 『めざにゅ〜』で共演していた杉崎美香、アナウンス室の先輩である中村仁美、千野志麻（共に現在は退社）、後輩の宮瀬茉祐子（現在は退社）とは仲がいい。

## 出演・担当番組
太字は出演中。

### 大学生時代
- キャンパスネット24（TBSラジオ・2000年4月 - 9月・水曜日担当）
- 平成日本のよふけ（2000年頃）

### レギュラー番組
- 森田一義アワー 笑っていいとも!（2004年2月 - 2007年3月。木曜→金曜→月曜日担当）
- めざにゅ〜
  - お天気情報月 - 水曜担当（2003年10月 - 2005年9月）
  - メインキャスター月 - 水曜担当（2011年10月3日 - 2013年3月[19] ）
- めざましテレビ
  - 5時台のコーナー「めざまし情報局」月 - 水曜担当（2003年10月 - 2005年9月）
  - 「ココ調」火曜日担当（2007年10月 - 2011年9月）
- う!ウマいんです。
- 登龍門F
- BBコンプレックス（インターネット放送、2004年4月 - 7月19日）
  - 「戸部ちゃんできるかな?」 ）2005年4月 - 6月、再配信：2005年12月、2006年3月 - ）
- マツケン・今ちゃん・オセロのGO!GO!サタ（2005年4月 - 2006年4月）
- 北野タレント名鑑（2004年4月 - 2006年3月）
- うまッチ!（ナレーション）
- モタ・スポ!（2006年4月 - 9月）
- めざましどようび
  - 芸能情報キャスター（2005年4月 - 2007年3月）
  - 「家電BUY‐KING」担当（2008年10月4日 - 2009年9月26日）
- ひるこた!〜昼もこたえてちょーだい!〜（2006年4月 - 2007年3月）
- わかってちょーだい!（2007年4月 - 2007年9月）
- 武＝孝太郎（2007年4月 - 2007年9月 ナレーション及び出演）
- ハッケン!!（2007年10月 - 2008年6月）
- お笑い登龍門 ガッハ（フジテレビ721）
- チルドレンタイムSP KIDSワークショップ（フジテレビ721）
- MANNINGEN（2008年4月 - 2009年3月）
- 情報プレゼンター とくダネ!（2009年4月 - 2010年9月）
- なんで推理SHOW ハテナの出口（2010年4月 - 9月）
- たけしのコマ大数学科（2006年4月 - 2013年9月23日）
- アゲるテレビ「ゴゴ調」木曜日担当（2013年4月4日 - 9月）
- FNNスピーク（2012年10月6日 - 2014年9月27日、土曜担当）
- アイドリング!!!（2015年1月 - 10月フジテレビONE）
- アイドリング!!! 地上波版（2015年1月 - 11月）
- TOKIOカケル（水）
- ノンストップ!
- ニュースのキモ!afternoon（木）
- 晴れたらイイねッ!Let'sコミミ隊（不定期）
- お笑いネクストブレーカー（BSフジ&ニッポン放送。2006年1月15日、22日）
- 電車男DX　最後の聖戦（2006年9月23日放送 リポーター役として出演）
- TV☆Lab（BSフジ）
  - 「BINGO 75 アナタの人生が変わる?! 75の事実」（2006年10月22日、25日、29日、11月1日）
- ちびまる子ちゃん（2006年10月31日放送　お菓子店の店員役）
- 世バラ世界バラエティ選手権（2006年11月13日-19日 概要説明担当、CMにも出演）
- 新・週刊フジテレビ批評
- Live News it!（2019年4月6日 - ） - ナレーション

※土曜日のみ
- ワイドナショー - ナレーション
- 今日から友達なれますか?（ナレーション）
- BSフジニュース
- 広報ラインナップ（ナレーション）2010年2月13日、2月20日、2月27日、大島由香里がバンクーバーオリンピック出張による不在時の代理）
- クイズ!ヘキサゴンII（2010年3月10日、アナウンサーチームとして出場）
- 土曜スタジオパーク（NHK、2009年1月10日）

## 映画
- 踊る大捜査線 THE FINAL 新たなる希望（2012年） - TVキャスター役